# Shelley McNamara
Shelley McNamara (Lisdoonvarna, 1952) és una arquitecta i acadèmica irlandesa. Va fundar Grafton Architects amb Yvonne Farrell l'any 1978. Va agafar importància al començament dels anys 2010, especialitzant-se en edificis rígids, pesats però espaiosos per a l'ensenyament superior. McNamara ensenya arquitectura al University College Dublin des de 1976 i a diverses altres universitats.
La tècnica de Grafton ha rebut la medalla d'or reial 2020; el seu edifici per la Universidad de Ingeniería y Tecnología a Lima, Perú, ha rebut el premi internacional RIBA 2016, com el millor nou edifici al món d'aquell any.
McNamara i Farrell han compartit el premi Pritzker 2020, la més alta distinció d'arquitectura.

## Carrera

### Grafton Architects
L'any 1978, amb Yvonne Farrell, McNamara va fundar Grafton Architects a Dublín, el nom ve de Grafton Street. L'any 2017, el gabinet ocupava 25 persones, dirigides per McNamara i Farrell.

La seva tècnica utilitza materials pesats, com la pedra i el formigó, per crear edificis espaiosos facilitant les interaccions entre la gent. McNamara va definir el seu enfocament de l'arquitectura : « més aviat que pensar en un espai i a continuació trobar una estructura, realitzem una estructura que, al seu torn, formin un espai » i 
| « | el plaer en l'arquitectura és la sensació del pes suportat | » |

.
El duo es va especialitzar en edificis per a l'ensenyament superior, i va concebre edificis per a les universitats de Tolosa, Limerick i Londres. Es tracta d'edificis d'ensenyament, d'escoles de medicina i allotjaments per a estudiants. Un edifici per a la Universitat Bocconi a Milà, acabat l'any 2008 va atraure l'atenció internacional. El seus edificis més famsos son el de la Universidad de Ingeniería y Tecnología al Perú, que va aconseguir el premi internacional RIBA de 2016, com a millor nou edifici al món d'aquell any, i el Town House a la Universitat de Kingston, que va rebre el Premi d'Arquitectura Contemporània Mies van der Rohe en 2022.
Desenes d'edificis han estat realitzats amb el mateix mètode a Irlanda, amb finalitats residencials i comercials així com per a l'ensenyament superior.

### Professora
A partir de 1976, McNamara treballa com a professora a l'Escola d'arquitectura de la UCD. Després d'haver obtingut el diploma de la University College de Dublín, McNamara hi ensenya entre 1976 i 2002 amb Yvonne Farrell. L'any 2015, McNamara és professora adjunta de l'UCD.
A més de la UCD, McNamara és professora convidada a la Universitat d'Oxford Brookes, a l'Academia d'Architectura de Mendrisio (2008-2010), a Oslo i a l'Escola politècnica federal de Lausana (2010-2011). És professora titular a Mendrisio l'any 2013. L'any 2010, McNamara ocupa la Càtedra Kenzo Tange a la Harvard Graduate School of Design i a la tardor de 2011, la Càtedra Louis Kahn a la Universitat Yale. És examinadora externa a la Universitat de Cambridge i a la London Metropolitan School of Arquitectura. McNamara dona en paral·lel moltes conferències a les escoles d'arquitectura europees i americanes

### Publicacions
McNamara publica l'any 2014 en col·laboració amb Yvonne Farrell el llibre Dialogue and Translation: Grafton Architects. Aquest llibre descriu el treball del seu gabinet, les reflexions arquitectòniques i inclou una col·lecció de conferències donades a la Graduate School of Architecture, Planning and Preservation de la Universitat de Colúmbia amb un comentari crític de Kenneth Frampton.

## Treballs
- 2006: Solstice Arts Centre, Navan, Co.Meath, Irlanda.[12]
- 2008: Waterloo Lane Mews, Dublín 4, Irlanda.[13]
- 2008: Drogheda Fire and Rescue Services Station, Drogheda, Irlanda.
- 2012: University of Limerick Medical School, Limerick, Irlanda.[14]
- 2014: Memory / Grafton Architects, with the collaboration of ELISAVA for 300 Years of Catalan Spirit.[15]
- In progress: London School of Economics (LSE) shortlist for the new Global Centre for Social Sciences (GCSS) in London's Aldwych.
- 2015: University Campus UTEC Lima, Perú.
- 2016: Competition Winner for The Paul Marshall Building - London School of Economics 44 Lincoln's Inn Fields, Londres.
- 2018: Curators of 2018 Venice Architecture Biennale FREESPACE / Grafton Architects, Italy.[16]
- 2019: Université Toulouse 1 Capitole, Tolosa, França.

## Premis i exposicions
- Premi del Bâtiment Mondial de l'Année, 2008 a Grafton Architects per l'edifici de la Universitat Bocconi a Milà, Itàlia.[17][18]
- Architecture as New Geography, Silver Lion Premi a la Biennale de Venise Common Ground Exhibition, 2012.[19]
- Escola de medicina de la Universitat de Limerick i abribus Pergola, preseleccionada pel premi RIBA Stirling, 2013.[20]
- University of Limerick Campus exposada al salon Sensing Spaces a la Royal Academy.[21]
- Selectionada pels premis Women in Architecture, 2014.[22]
- Grafton Architects va guanyar el quart premi anual Jane Drew, 2015, per la seva forta influència a la professió.[23]
- Preu internacional RIBA, 2016, per la Universidad de Ingeniería y Tecnología, Lima, Perú.[24]
- Doctorat honorific del Trinity College de Dublín, 2019.[25]
- Premi Pritzker el 2020, amb Farrell.[5][1]

McNamara és membre del Royal Institute of the Architects of Ireland i membre honorari del Royal Institute of British Architects. És la primera arquitecta a ser elegida membre d'Aosdána, una associació d'artistes irlandesos.